# Пёульсон, Бьёрн
Бьёрн Андреас Пёульсон (норв. Bjørn Andreas Paulson, 21 июня 1923 — 14 января 2008) — норвежский легкоатлет, призёр Олимпийских игр.
Родился в 1923 году в Бергене. Получил юридическое образование, работал в полиции, затем был прокурором. В 1948 году принял участие в Олимпийских играх в Лондоне, где стал обладателем серебряной медали в прыжках в высоту.